# São Julião (Setúbal)
São Julião (llamada oficialmente Setúbal (São Julião)) era una freguesia portuguesa del municipio de Setúbal, distrito de Setúbal.

## Historia
Fue suprimida el 28 de enero de 2013, en aplicación de una resolución de la Asamblea de la República portuguesa promulgada el 16 de enero de 2013 al unirse con las freguesias de Nossa Senhora da Anunciada y Santa Maria da Graça, formando la nueva freguesia de Setúbal (São Julião, Nossa Senhora da Anunciada e Santa Maria da Graça).

## Patrimonio
- Crucero de Setúbal denominado también: Cruzeiro do Largo de Jesus
- Convento de Jesús de Setúbal (incluido el claustro y la primitiva casa capitular)
- Iglesia de São Julião (Setúbal)
- Edifício de Grande Salão Recreio do Povo
- Acueducto de Setúbal denominado también como: Acueducto de los Arcos
- Ermita de Nossa Senhora do Livramento - Capilla de la antigua cofradía de marineros y pescadores
- Fábrica romana de salazón

## Festividades
La fiesta patronal es en honor a Santiago y se denomina Feira de Santiago celebrada el 25 de junio y 8 de agosto.